# São Paio (Arcos de Valdevez)
São Paio is een plaats (freguesia) in de Portugese gemeente Arcos de Valdevez en telt 1 112 inwoners (2001).

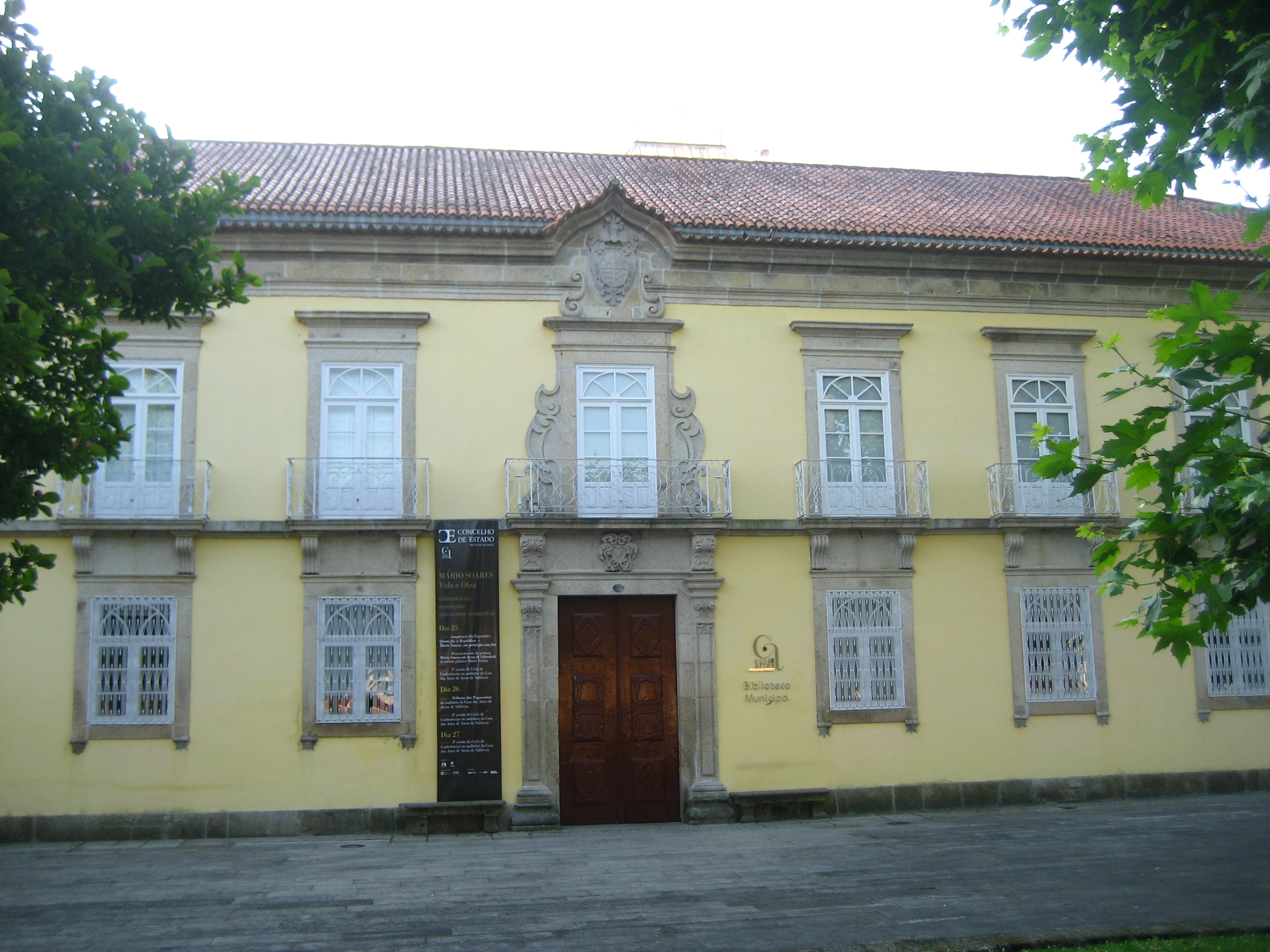

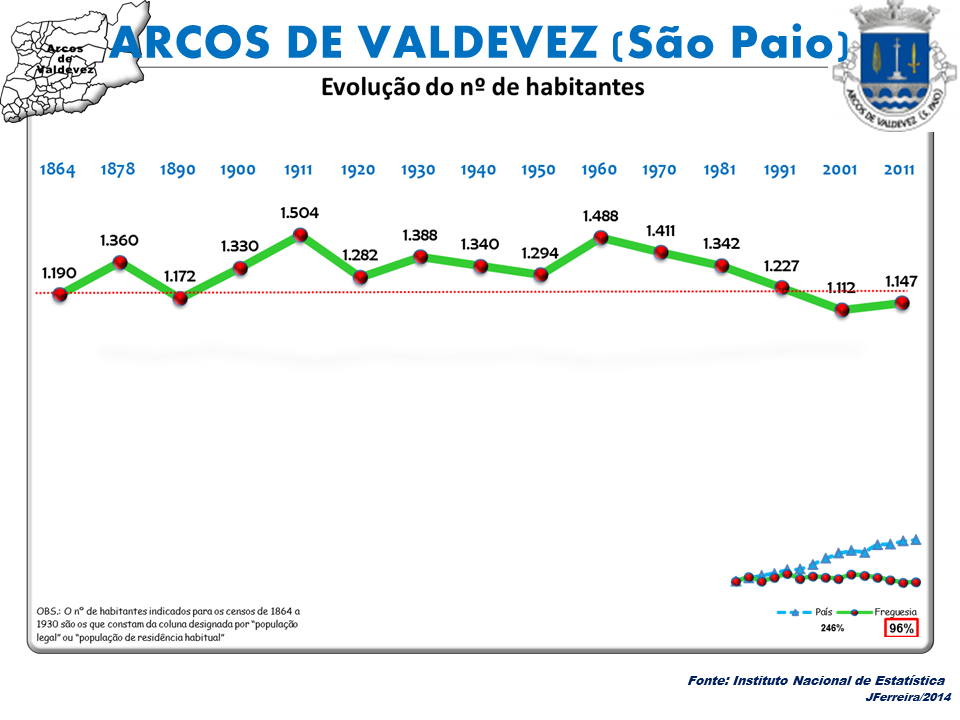
Bevolkingsontwikkeling tussen 1864 en 2011